# Rio de águas pretas

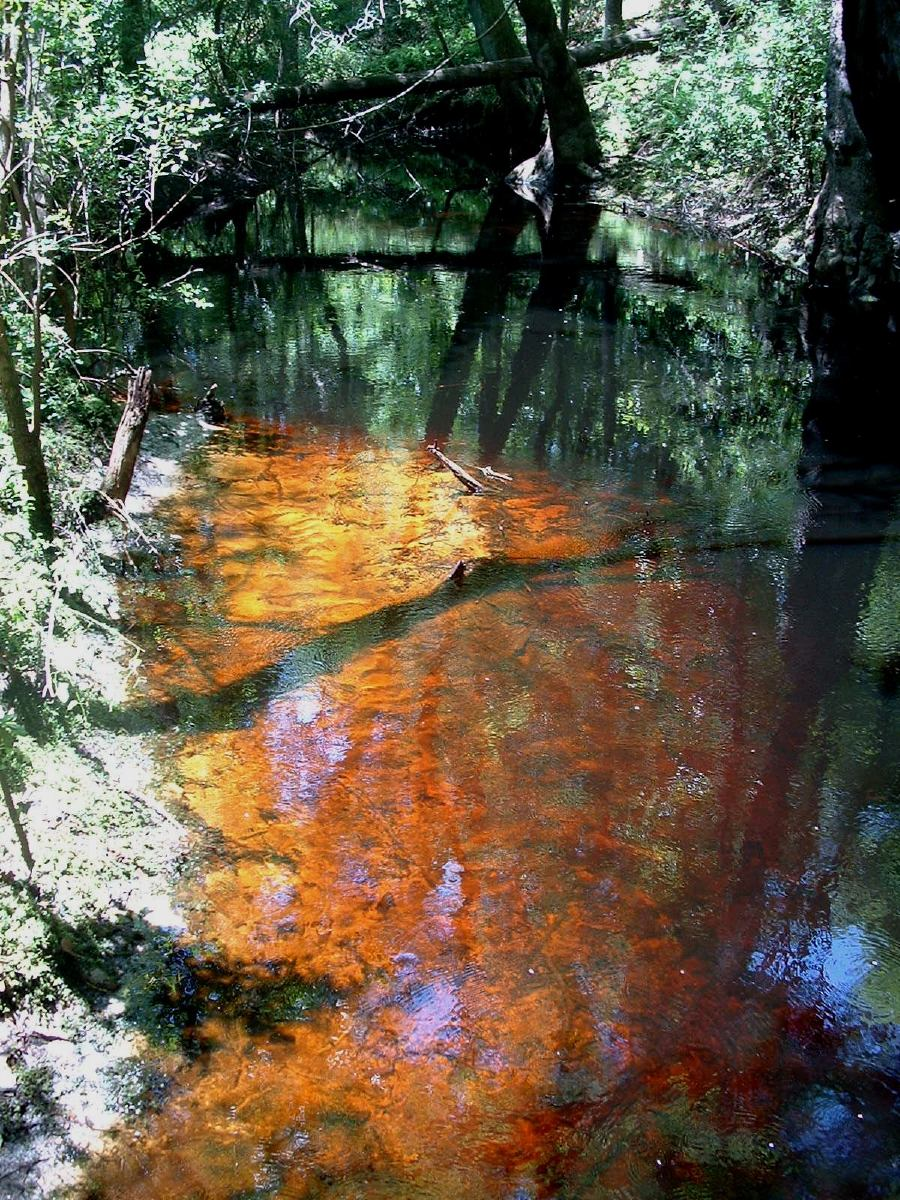
Um riacho alimentado por pântano no norte da Flórida, mostrando águas negras imperturbadas e manchadas de tanino

Um rio de águas negras é um tipo de rio com um canal de fluxo lento que flui através de pântanos florestados ou zonas úmidas. A maioria dos principais rios de águas negras fica na bacia do rio Amazonas e na Região Sul dos Estados Unidos. O termo é usado em estudos fluviais, geologia, geografia, ecologia e biologia. Nem todos os rios escuros são águas negras nesse sentido técnico. Alguns rios em regiões temperadas, que drenam ou correm por áreas de argila preta escura, são simplesmente pretos devido à cor do solo; esses rios são rios de lama preta. Há também estuários de lama preta.
Os rios de águas pretas têm menos nutrientes do que os rios de águas brancas e têm concentrações iônicas mais altas do que as da água da chuva. As condições únicas levam a uma flora e fauna que diferem tanto dos rios de águas brancas quanto dos de águas claras. A classificação dos rios amazônicos em águas pretas, claras e brancas foi proposta pela primeira vez por Alfred Russel Wallace em 1853 com base na cor da água, mas os tipos foram mais claramente definidos pela química e física por Harald Sioli da década de 1950 à década de 1980. Embora muitos rios amazônicos se enquadrem claramente em uma dessas categorias, outros apresentam uma mistura de características e podem variar dependendo da estação e dos níveis de cheia.